# Dialekt brandenburski
Dialekt brandenburski – dialekt wschodniodolnoniemiecki używany na terenie okolic Berlina, w części landu Brandenburgia. Cechą charakterystyczną tego dialektu jest wszechobecnie widoczny wpływ dialektów środkowoniemieckich i w pewnym zakresie standardowego języka niemieckiego. 